# Wereldkampioenschap voetbal 2010 groep D
De wedstrijden in Groep D van het Wereldkampioenschap voetbal 2010 zullen worden gespeeld van 13 juni 2010 tot en met 23 juni 2010. De groep bestaat uit Duitsland, Australië, Servië, en Ghana.
In de FIFA-wereldranglijst van voor het WK 2010 stond Duitsland op de 6e plaats, Servië op de 15e plaats, Australië op de 20e plaats en Ghana op de 32e plaats.
De winnaar van groep D, Duitsland, speelt tegen de nummer 2 van Groep C, Engeland. De nummer 2 van groep D, Ghana, speelt tegen de winnaar van groep C, VS.

## Eindstand
| Land      | Win | Gel | Ver | DV | DT | +/- | Pnt |
| --------- | --- | --- | --- | -- | -- | --- | --- |
| Duitsland | 2   | 0   | 1   | 5  | 1  | 4   | 6   |
| Ghana     | 1   | 1   | 1   | 2  | 2  | 0   | 4   |
| Australië | 1   | 1   | 1   | 3  | 6  | -3  | 4   |
| Servië    | 1   | 0   | 2   | 2  | 3  | -1  | 3   |

|                    |        |                  |                 |                                                                                        |
| 13 juni 2010 16:00 | Servië | 0 – 1            | Ghana           | Loftus Versfeld Stadion, Pretoria Toeschouwers: 38.833 Scheidsrechter: Héctor Baldassi |
| 13 juni 2010 16:00 |        | wedstrijdverslag | 84' (pen.) Gyan | Loftus Versfeld Stadion, Pretoria Toeschouwers: 38.833 Scheidsrechter: Héctor Baldassi |

|                    |                                            |                  |           |                                                                                    |
| 13 juni 2010 20:30 | Duitsland                                  | 4 – 0            | Australië | Moses Mabhida Stadium, Durban Toeschouwers: 62.660 Scheidsrechter: Marco Rodríguez |
| 13 juni 2010 20:30 | Podolski 8' Klose 27' Müller 68' Cacau 70' | wedstrijdverslag |           | Moses Mabhida Stadium, Durban Toeschouwers: 62.660 Scheidsrechter: Marco Rodríguez |

|                    |           |                  |               | |
| 18 juni 2010 13:30 | Duitsland | 0 – 1            | Servië        | Nelson Mandelabaai Stadion, Port Elizabeth Toeschouwers: 38.294 Scheidsrechter: Alberto Undiano Mallenco |
| 18 juni 2010 13:30 |           | Wedstrijdverslag | 38' Jovanović | Nelson Mandelabaai Stadion, Port Elizabeth Toeschouwers: 38.294 Scheidsrechter: Alberto Undiano Mallenco |

|                    |                 |       |            |                                                                                         |
| 19 juni 2010 16:00 | Ghana           | 1 – 1 | Australië  | Royal Bafokeng Stadion, Rustenburg Toeschouwers: 34.812 Scheidsrechter: Roberto Rosetti |
| 19 juni 2010 16:00 | Gyan 25' (pen.) | [ 5 ] | 11' Holman | Royal Bafokeng Stadion, Rustenburg Toeschouwers: 34.812 Scheidsrechter: Roberto Rosetti |

|                    |                       |       |              |                                                                                  |
| 23 juni 2010 20:30 | Australië             | 2 – 1 | Servië       | Mbombela Stadion, Nelspruit Toeschouwers: 37.836 Scheidsrechter: Jorge Larrionda |
| 23 juni 2010 20:30 | Cahill 69' Holman 73' | [ 6 ] | 84' Pantelić | Mbombela Stadion, Nelspruit Toeschouwers: 37.836 Scheidsrechter: Jorge Larrionda |

|                    |       |       |           |                                                                             |
| 23 juni 2010 20:30 | Ghana | 0 – 1 | Duitsland | Soccer City, Johannesburg Toeschouwers: 83.391 Scheidsrechter: Carlos Simon |
| 23 juni 2010 20:30 |       | [ 7 ] | 60' Özil  | Soccer City, Johannesburg Toeschouwers: 83.391 Scheidsrechter: Carlos Simon |